# Kapolcsi Pokol-lik
A Kapolcsi Pokol-lik Magyarország megkülönböztetetten védett barlangjai között van. Bazaltban alakult ki. A barlangban talált cseréptöredékek közül a legidősebbek késő bronzkori darabok, ezért a barlang legalább 3000 éve ismert hely. Első írott említése 1610-ből származik, amely Thurzó György barlanglátogatásáról számol be.

## Leírás
Kapolcs határában, a Bondoró-hegy DK-i sziklaperemében nyílik. A barlang 4,5 m magas és 3,5 m széles háromszögformájú száját a fokozatosan alacsonyodó, 24 m hosszú főág követi. A főág mennyezetén mindvégig jól látható az a törés, amely mentén a barlang bal oldali falát alkotó kőzetkaréj elvált és megbillenve lejjebb csúszott. A mennyezeti törés a barlang közepe táján Y alakban elágazik és ennek megfelelően maga a barlang főága is egy hosszabb előre folytatódó és egy rövidebb bal oldali elágazást mutat. A barlang hossza 56,8 m.
A barlang teljes egészében bazaltban alakult ki. Az egykori vulkáni tevékenység középső fázisában nagy tömegű, de vékonyabb, 20–30 m-es, közel vízszintes lávalepény borította be a pannon kori homokkőfelszínre már korábban kiszórt vulkáni hamuréteget. A bazaltlepény maradványa alkotja a Bondoró csúcsrégióját körbefogó, alacsonyabb fennsíkszerű részét. Az évmilliók óta tartó lepusztulás során a bazaltlepény pereméből egyre több rész töredezett le. A letöredezés bizonyos esetekben hatalmas, egyben maradó karéjok formájában történt. Egy ilyen nagyobb peremdarab leválása és részbeni megcsúszása alakította ki a Kapolcsi Pokol-likat.
Az így kialakult barlangok a vulkáni kőzetben posztgenetikusan keletkezett barlangok közül a peremmel párhuzamos törés mentén tektonikusan képződött tömegmozgásos barlangok.
Előfordul a barlang az irodalmában Bondoró-barlang, Kapolcsi-bazaltbarlang, kapolcsi Pokol-lik (Kordos 1984), Kapolcsi Pokollik (Bertalan 1938), Kapolcsi sziklaüreg (Kordos 1984), Kapolczi-Ördöglyuk-barlang (Gazdag 1990), Pokol-lik és Pokol-lyuk neveken is.

## Kutatástörténet
A barlang széles bejáratú, tág belsejű, benne iható víz fakad, így szinte természetes, hogy a történelmi idők kezdetétől ismert üreg. Vízszerző helynek, menedéknek és talán vadásztanyának is használták. A legújabb kori cseréptöredékek és helyiek elbeszélése is mutatja, hogy megbecsült vízvételi helynek számított és számít még ma is.
Oláh János a barlangról szóló leírásában említette, hogy a török háború idején Kapolcs egész lakossága itt talált menedéket. Természetesen a falu lakossága akkor jóval kevesebb volt. 1939-ben Bertalan Károly régészeti leleteket keresett a barlangban és elkészítette a barlang térképét. A barlang főágában 1,4 m mély ásatási próbagödröt mélyített, de őslénytani és régészeti leletek nem kerültek elő. Az 1950-ben megjelent Bakony útikalauzban le van írva a barlang. Az 1984-ben napvilágot látott, Magyarország barlangjai című könyv országos barlanglistájában szerepel a barlang kapolcsi Pokol-lik néven Kapolcsi sziklaüreg névváltozattal. A listához kapcsolódóan látható a Déli-Bakony, a Balaton-felvidék és a Keszthelyi-hegység barlangjainak földrajzi elhelyezkedését bemutató 1:500 000-es méretarányú térképen a barlang földrajzi elhelyezkedése.
Az 1984-ben kiadott, Lista a Bakony barlangjairól című összeállítás szerint a Déli-Bakonyban, a 4430-as barlangkataszteri tájegységben, Kapolcson helyezkedik el a Kapolcsi Pokol-lik. A vulkánikus eredetű barlang 47 m hosszú és 5 m magas. 1986-ban a főág és a mellékágba vezető átbújó felszínén Eszterhás Istvánék 79 cseréptöredéket találtak. A cserépdarabok első rátekintésre három korba csoportosíthatók voltak. A részletes vizsgálatuk nem történt meg, mert a székesfehérvári István Király Múzeumban elvesztek. A legrégebbi darabok késő bronzkorinak tűntek, ezek nem korongozott és korongozott vastagfalú fekete cserépdarabok voltak. Kora középkori, máztalan, vörös, korongozott darabok voltak még a leletegyüttesben. A legfiatalabbak a részben mázas, részben máztalan darabok, valamint a festett edények és korsók darabjai.
1987-ben Eszterhás István tanulmányozta részletesen a barlangot. Az Eszterhás István által 1989-ben írt, Magyarország nemkarsztos barlangjainak listája című kéziratban az olvasható, hogy a Bakony hegységben, Kapolcson (a 4430-as barlangkataszteri területen és a 4461-es barlangkataszteri területen) lévő Pokol-lik bazaltban alakult ki. A barlang 51 m hosszú és 4,5 m magas. A listában meg van említve az a Magyarországon, nem karsztkőzetben kialakult, létrehozott 220 objektum (203 barlang és 17 mesterséges üreg), amelyek 1989. év végéig váltak ismertté. Magyarországon 40 barlang keletkezett bazaltban. Az összeállítás szerint Kordos László 1984-ben kiadott barlanglistájában fel van sorolva 119 olyan barlang is, amelyek nem karsztkőzetben jöttek létre. A Karszt és Barlang 1989. évi különszámában napvilágot látott, angol nyelvű tanulmányban (The caves of Hungary) szó van arról, hogy bazaltban keletkezett, tektonikus eredetű barlangokra legjobb példák a Bakony hegységben találhatók. Ilyen pl. a Bondoró-hegyen fekvő, 51 m hosszú Pokol-lik. 1990-ben az Alba Regia Barlangkutató Csoportnak volt kutatási engedélye a barlang kutatásához.
Az Eszterhás István által 1992-ben írt lista szerint 1992 decemberében Magyarországon 423, a Bakony hegységben pedig 124 olyan barlang van, amelyek nem karsztkőzetben alakultak ki. A vulkanikus kőzetben létrejött, Magyarországon található barlangok között a 6. leghosszabb a bazaltban húzódó Pokol-lik (Kapolcs), amely 51 m hosszú és 3 m magas. Nem karsztbarlangok Magyarországon pl. bazaltban vannak (pl. Kapolcsi Pokol-lik). Az Eszterhás István által 1993-ban írt, Magyarország nemkarsztos barlangjainak lajstroma című kézirat szerint a Bakony hegységben, Kapolcson (a 4430-as barlangkataszteri területen és a 4461-es barlangkataszteri területen) helyezkedik el a Pokol-lik. A bazaltban keletkezett barlang 51 m hosszú és 4 m magas. Az összeállításban fel van sorolva az a Magyarországon, nem karsztkőzetben kialakult, létrehozott 520 objektum (478 barlang és 42 mesterséges üreg), amelyek 1993 végéig ismertté váltak. Magyarországon 49 barlang, illetve mesterségesen létrehozott, barlangnak nevezett üreg alakult ki, lett kialakítva bazaltban. A Bakony hegységben 123 barlang jött létre nem karsztkőzetben.
Az 1994-ben megjelent, Lychnis. Szemelvények a vulkáni kőzetekben keletkezett barlangok kutatásáról című kiadvány szerint a Magyarországon lévő olyan barlangok között, amelyek vulkanikus kőzetben jöttek létre, az 1994. nyári állapot alapján a 6. leghosszabb a Pokol-lik (Kapolcs). A barlang bazaltban alakult ki, 51 m hosszú és 3 m magas. A Magyarországon előforduló fontosabb vulkanikus kőzeteknek és az ezekben a kőzetekben lévő jelentősebb barlangoknak a földrajzi elhelyezkedését bemutató térképen látható a Kapolcsi Pokol-lik földrajzi elhelyezkedése. Magyarországon 489, a Bakony hegységben pedig 123 barlang található nem karsztkőzetben. Magyarországon 49 barlang alakult ki bazaltban. 1995 végén Magyarország 6. leghosszabb pszeudokarsztbarlangja volt a bazaltban található, 51 m hosszú és 3 m magas Pokol-lik (Kapolcs).
A Balatoni Nemzeti Park Igazgatóság működési területén, a Bakony hegységben elhelyezkedő és 4430/13 nyilvántartási számú Kapolcsi Pokol-lik, 2006. február 28-tól, a környezetvédelmi és vízügyi miniszter 8/2006. KvVM utasítása szerint, megkülönböztetett védelmet igénylő barlang. A Balaton-felvidéki Nemzeti Park Igazgatóság működési területén lévő és 4430-13 kataszteri számú Kapolcsi Pokol-lik, 2012. február 25-től, a vidékfejlesztési miniszter 4/2012. (II. 24.) VM utasítása szerint, megkülönböztetetten védett barlang. 2013. augusztus 12-től a belügyminiszter 43/2013. (VIII. 9.) BM rendelete szerint a Veszprém megyei, kapolcsi, 4430-13 barlangkataszteri számú és 23939 lelőhely-azonosítójú Kapolcsi Pokol-lik régészeti szempontból jelentős barlangnak minősül.